# Chimonanthus nitens
Chimonanthus nitens är en tvåhjärtbladig växtart som beskrevs av Daniel Oliver. Chimonanthus nitens ingår i släktet Chimonanthus och familjen Calycanthaceae. Utöver nominatformen finns också underarten C. n. salicifolius.